# Longueville (Calvados)
Longueville és un municipi francès situat al departament de Calvados i a la regió de Normandia. L'any 2007 tenia 254 habitants.

## Demografia

### Població
El 2007 la població de fet de Longueville era de 254 persones. Hi havia 92 famílies de les quals 32 eren unipersonals (24 homes vivint sols i 8 dones vivint soles), 28 parelles sense fills, 28 parelles amb fills i 4 famílies monoparentals amb fills.
La població ha evolucionat segons el següent gràfic:
Habitants censats

### Habitatges
El 2007 hi havia 149 habitatges, 107 eren l'habitatge principal de la família, 35 eren segones residències i 7 estaven desocupats. 144 eren cases i 1 era un apartament. Dels 107 habitatges principals, 91 estaven ocupats pels seus propietaris, 13 estaven llogats i ocupats pels llogaters i 3 estaven cedits a títol gratuït; 1 tenia una cambra, 1 en tenia dues, 12 en tenien tres, 31 en tenien quatre i 62 en tenien cinc o més. 79 habitatges disposaven pel capbaix d'una plaça de pàrquing. A 43 habitatges hi havia un automòbil i a 48 n'hi havia dos o més.

### Piràmide de població
La piràmide de població per edats i sexe el 2009 era:
| Homes | Edats   | Dones |
| ----- | ------- | ----- |
| 0     | 95 o +  | 0     |
| 0     | 90 a 94 | 0     |
| 0     | 85 a 89 | 0     |
| 0     | 80 a 84 | 0     |
| 0     | 75 a 79 | 4     |
| 20    | 70 a 74 | 20    |
| 4     | 65 a 69 | 8     |
| 0     | 60 a 64 | 8     |
| 12    | 55 a 59 | 0     |
| 8     | 50 a 54 | 8     |
| 12    | 45 a 49 | 4     |
| 16    | 40 a 44 | 12    |
| 8     | 35 a 39 | 8     |
| 8     | 30 a 34 | 8     |
| 0     | 25 a 29 | 0     |
| 4     | 20 a 24 | 0     |
| 16    | 15 a 19 | 0     |
| 8     | 10 a 14 | 8     |
| 16    | 5 a 9   | 12    |
| 4     | 0 a 4   | 4     |

## Economia
El 2007 la població en edat de treballar era de 147 persones, 105 eren actives i 42 eren inactives. De les 105 persones actives 100 estaven ocupades (58 homes i 42 dones) i 5 estaven aturades (2 homes i 3 dones). De les 42 persones inactives 12 estaven jubilades, 9 estaven estudiant i 21 estaven classificades com a «altres inactius».

### Ingressos
El 2009 a Longueville hi havia 117 unitats fiscals que integraven 308 persones, la mediana anual d'ingressos fiscals per persona era de 15.673 €.

### Activitats econòmiques
Dels 8 establiments que hi havia el 2007, 1 era d'una empresa de fabricació de material elèctric, 4 d'empreses de construcció, 1 d'una empresa de comerç i reparació d'automòbils, 1 d'una empresa immobiliària i 1 d'una empresa de serveis.
Dels 4 establiments de servei als particulars que hi havia el 2009, 1 era un paleta, 2 fusteries i 1 lampisteria.
L'únic establiment comercial que hi havia el 2009 era una gran superfície de material de bricolatge.
L'any 2000 a Longueville hi havia 15 explotacions agrícoles que ocupaven un total de 780 hectàrees.

## Poblacions més properes
El següent diagrama mostra les poblacions més properes.